# Nymphula quadripunctalis
Nymphula quadripunctalis is een vlinder uit de familie van de grasmotten (Crambidae), uit de onderfamilie van de Acentropinae. De wetenschappelijke naam van deze soort is voor het eerst gepubliceerd in 1853 door Otto Bremer en William Grey.
De soort komt voor in Noord-China.